# Running Wilde
Running Wilde est une série télévisée américaine en treize épisodes de 22 minutes créée par Mitchell Hurwitz, Jim Vallely et Will Arnett, dont seulement neuf épisodes ont été diffusés du 21 septembre au 28 décembre 2010 sur le réseau Fox. Les quatre épisodes restants ont été diffusés à partir du 28 avril 2011 sur FX.
Cette série est inédite dans tous les pays francophones.

## Distribution

### Acteurs principaux
- Will Arnett : Steven Wilde
- Keri Russell : Emmy Kadubic
- Stefania Owen : Puddle Kadubic
- Mel Rodriguez : Migo Salazar
- Robert Michael Morris (en) : Mr Lunt
- Peter Serafinowicz : Fa'ad Shaoulian

### Acteurs récurrents et invités
- David Cross : Andy Weeks (9 épisodes)
- Ana Gasteyer : Anna Lowry (1 épisode)
- Joe Nunez : Migo Salazar (1 épisode)
- Maulik Pancholy : lui-même (1 épisode)
- Andy Richter : Dan Thorngood (1 épisode)
- Drea de Matteo : Didi (1 épisode)
- Renée Elise Goldsberry (1 épisode)
- Paul Shaffer : lui-même (1 épisode)
- Rob Bartlett : Rich White (1 épisode)
- Rob Corddry : Jack Gray (1 épisode)
- Jeffrey Tambor : le père de Steven (1 épisode)
- Wayne Federman : Mickey (1 épisode)
- Tyler Johnston : jeune Steve (1 épisode)
- Marcella Lowery : Carol (1 épisode)
- J. Adam Larose : l'inuit (1 épisode)
- Natasha Gal : Anna (1 épisode, non créditée)

### Fiche technique
- Titre original : Running Wilde
- Pays d'origine :  États-Unis
- Format : couleur
- Nombre de saisons : 1
- Nombre d'épisodes : 13
- Durée : 45 minutes

## Épisodes
1. Pilot
2. Into the Wilde
3. Oil & Water
4. The Junior Affair
5. The Party
6. Best Man
7. Mental Flaws
8. It's a Trade Off
9. One Forward Step
10. Jack's Back
11. Alienated
12. The Pre-Nup
13. Basket Cases